# Ernesto Nocco
Ernesto Nocco (Las Plassas, 27 novembre 1957) è un velocista italiano.

## Biografia
Nel 1984, dopo aver conquistato il titolo italiano nella staffetta 4×400 metri con la squadra delle Fiamme Gialle, prese parte ai Giochi olimpici di Los Angeles, dove si classificò al quinto posto nella medesima specialità insieme a Roberto Tozzi, Roberto Ribaud e Pietro Mennea.

## Progressione

### 400 metri piani
| Stagione | Tempo | Luogo | Data      | Rank. Mond. |
| -------- | ----- | ----- | --------- | ----------- |
| 1983     | 47"85 | Roma  | 1-9-1983  |             |
| 1982     | 48"71 | Roma  | 14-9-1982 |             |
| 1980     | 49"03 | Rieti | 31-8-1980 |             |

## Palmarès
| Anno | Manifestazione  | Sede        | Evento                | Risultato | Prestazione | Note |
| ---- | --------------- | ----------- | --------------------- | --------- | ----------- | ---- |
| 1984 | Giochi olimpici | Los Angeles | Staffetta 4×400 metri | 5º        | 3'01"44     |      |

## Campionati nazionali
- 1 volta campione italiano assoluto della staffetta 4×400 metri (1984)

1984
- Oro ai campionati italiani assoluti di atletica leggera, staffetta 4×400 metri - 3'10"72